# طوفان شمایل
.]]

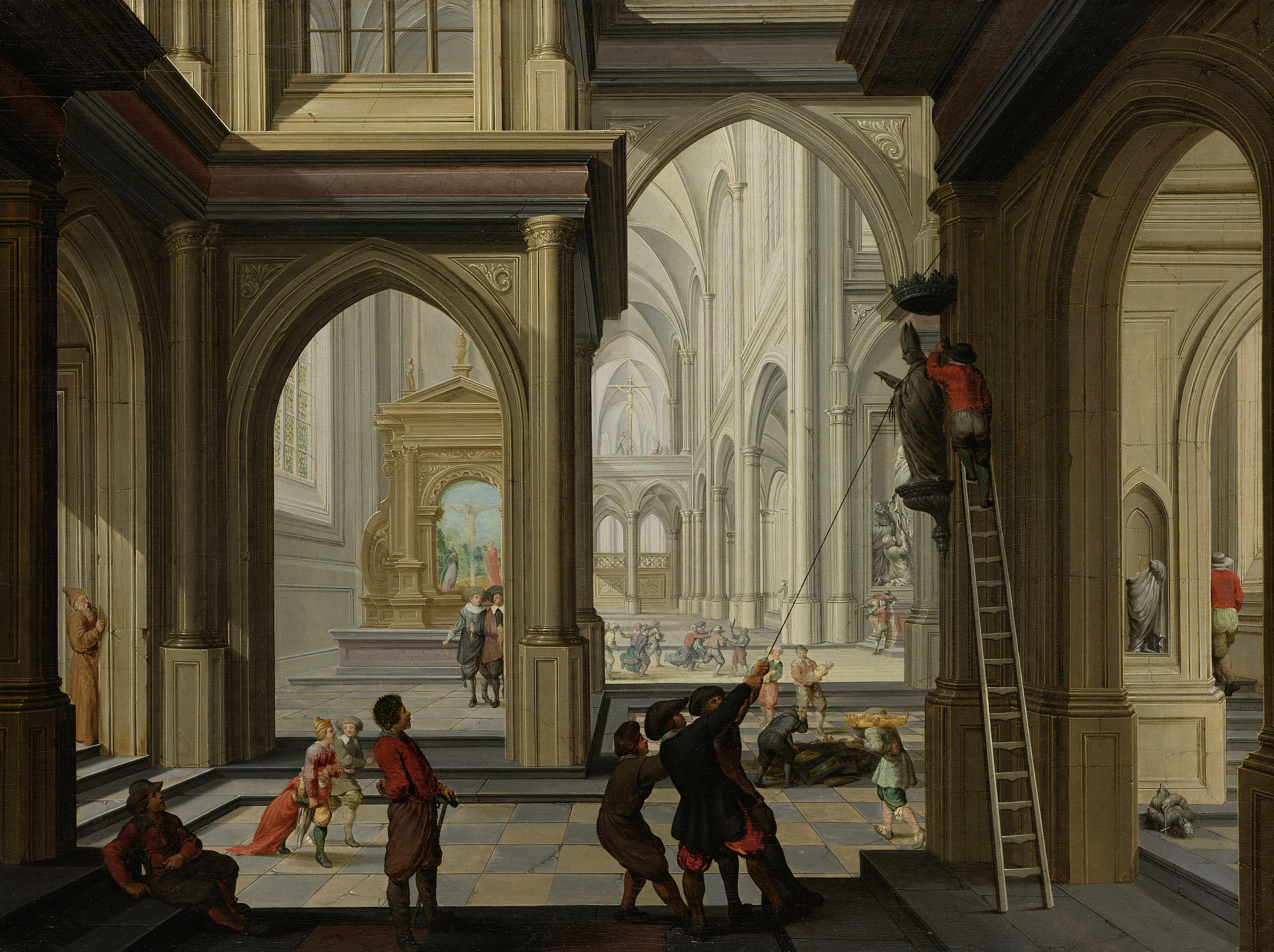
طوفان شمایل، نام اثری است که در سال ۱۶۳۰ میلادی توسط نقاش هلندی دِیرک وَن دِلِن خلق شد. موضوع اثر به ماجرای شمایل‌شکنی بزرگ می‌پردازد. این اثر اکنون در مالکیت موزه امپراتوری قرار دارد.

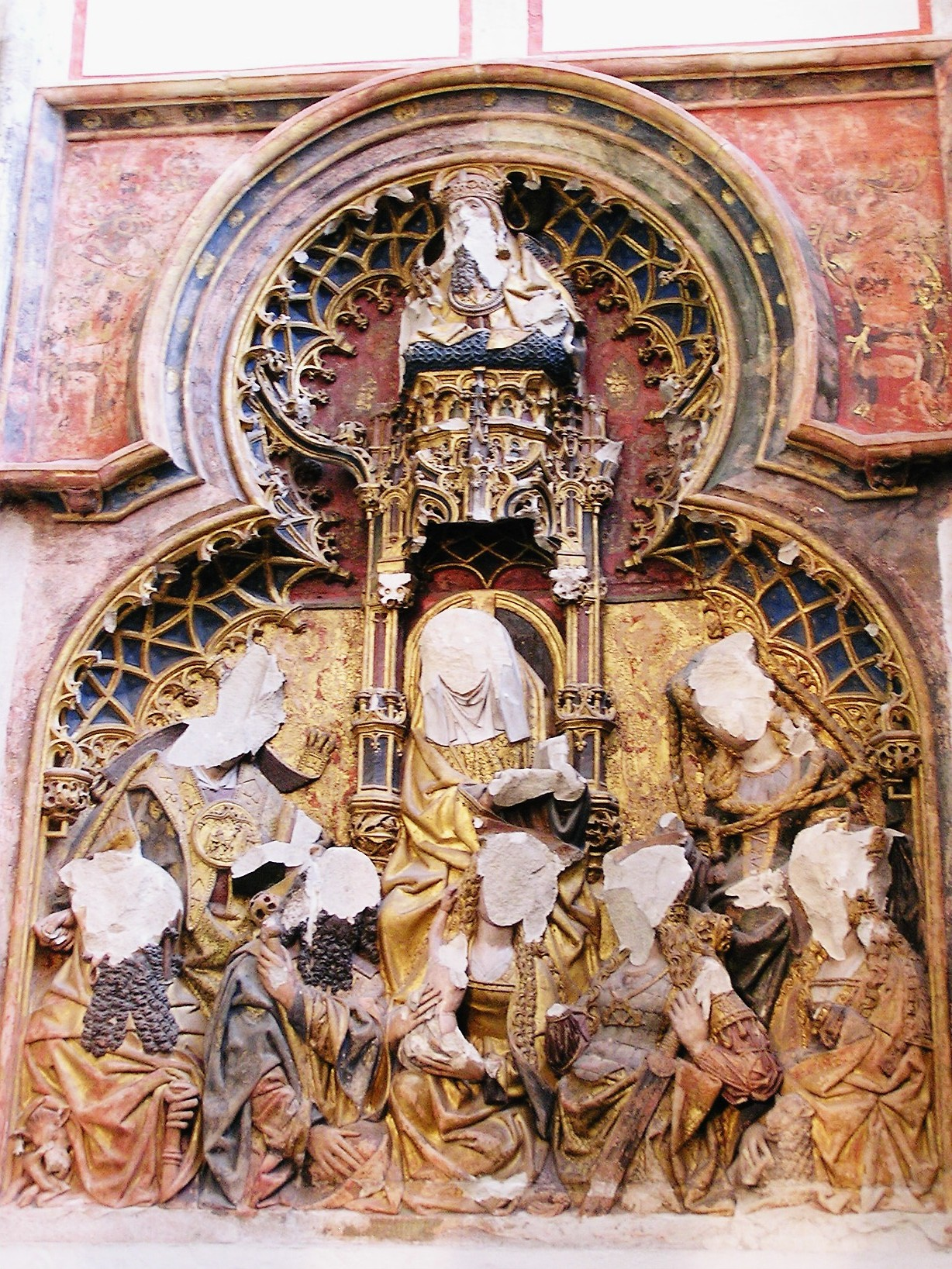
مجسمه های آسیب دیده در کلیسای جامع سنت مارتین، اوترخت.

طوفان شمایل (به هلندی: Beeldenstorm) یا شمایل‌شکنی بزرگ اصطلاحی است که به گسترش نابودی تصاویر مذهبی در سده شانزدهم میلادی در اروپا اشاره دارد. در طول این سیل شمایل‌شکنی، هنر کاتولیک و بسیاری از اسباب و تزئینات کلیساها به شکل مخفیانه یا غیررسمی توسط جمعیت‌های پروتستان کالوینیست که جزئی از اصلاحات پروتستانی بودند، نابود شد. بیشترین تخریب‌ها در آثار هنری کلیسا و اماکن عمومی رخ داد.